# Карвальо, Рейниер Жезус
Рейниер Жезус Карвальо (порт.-браз. Reinier Jesus Carvalho; род. 19 января 2002, Бразилиа), или же просто Рейниер (порт.-браз. Reinier) — бразильский футболист, полузащитник клуба «Атлетико Минейро». Чемпион Олимпийских игр 2020 года в Токио.

## Клубная карьера
Выступал за молодёжные академии бразильских клубов «Васко да Гама», «Ботафого», «Флуминенсе» и «Фламенго».
31 июля 2019 года дебютировал в основном составе «Фламенго», выйдя на поле в ответном матче 1/8 финала Кубка Либертадорес против эквадорского клуба «Эмелек» на замену Габриелу Барбозе. 4 августа 2019 года дебютировал в бразильской Серии A в матче против клуба «Баия». 7 сентября 2019 года забил свой первый гол в чемпионате в матче против клуба «Аваи». 9 ноября 2019 года продлил свой контракт с «Фламенго» до 2024 года, опция выкупа контракта игрока составила 70 млн евро.
Вместе с командой 23 ноября 2019 года стал обладателем Кубка Либертадорес. Также помог своей команде выиграть чемпионат Бразилии.
20 января 2020 года «Реал» объявил о переходе Рейньера. Бразилец подписал контракт сроком до 2026 года. Сообщалось, что «сливочные» заплатили за игрока 30 млн евро. 24 миллиона получил «Фламенго», 3 миллиона — семья футболиста, ещё 3 миллиона — его агент.
19 августа 2020 года на правах аренды перешёл в дортмундскую «Боруссию». Соглашение было подписано до 2022 года. 27 февраля 2021 года забил свой дебютный гол за «шмелей» в ворота «Арминии» (3:0).
8 августа 2025 года Рейньер после многочисленных аренд перебрался в «Атлетико Минейро», подписав контракт до 2029 года.

## Карьера в сборной
В 2017 году принял участие в чемпионате Южной Америки до 15 лет в составе сборной Бразилии. Забил два мяча в матчах против Эквадора 8 ноября и Венесуэлы 12 ноября. Бразильцы завершили турнир на втором месте, проиграв в финале Аргентине.
В марте 2018 года был вызван в состав сборной Бразилии до 17 лет для участия в Турнире Монтегю во Франции. В 2019 году принял участие в чемпионате Южной Америки до 17 лет, где был капитаном своей сборной. На турнире забил три мяча (два в ворота Парагвая 22 марта и один — в ворота Колумбии 28 марта).

## Достижения
«Фламенго»
- Чемпион Бразилии: 2019
- Обладатель Кубка Либертадорес: 2019

«Боруссия Дортмунд»
- Обладатель Кубка Германии: 2020/21